# Méthodes d'exécution
Les méthodes d'exécution faisant suite à une décision prononçant la peine de mort sont nombreuses. Les techniques mises en œuvre par le corps social — un tribunal — ou une autorité arbitraire pour l'exécution de la peine de mort sont très variées en fonction des époques, des cultures mais aussi de la qualité du condamné et de son crime. Elles sont généralement appliquées au condamné à mort par un ou des bourreau(x).

## Méthodes anciennes

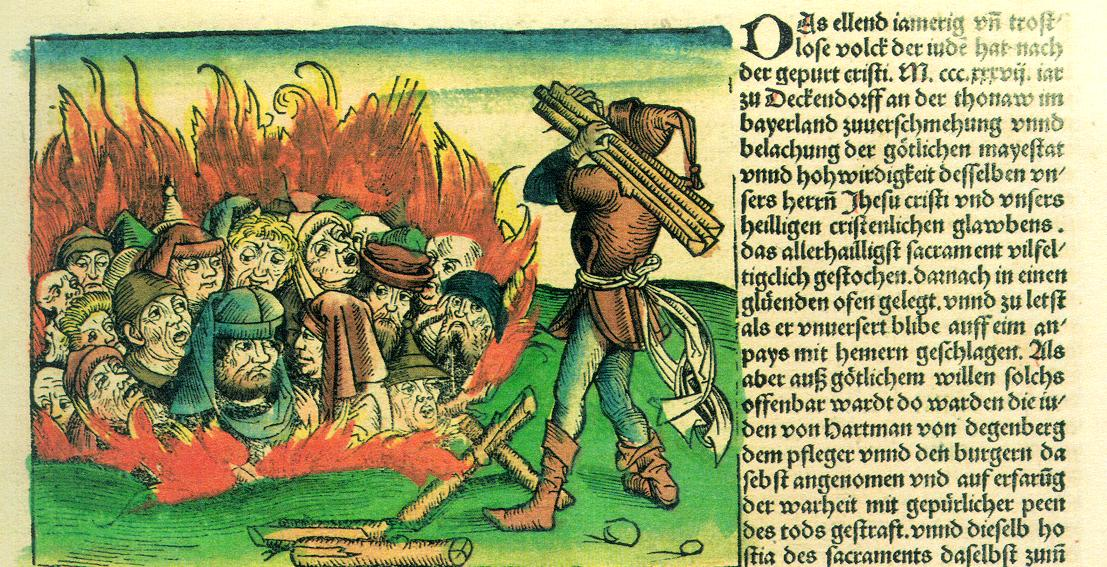
Juifs sur le bûcher en Allemagne, 1493.

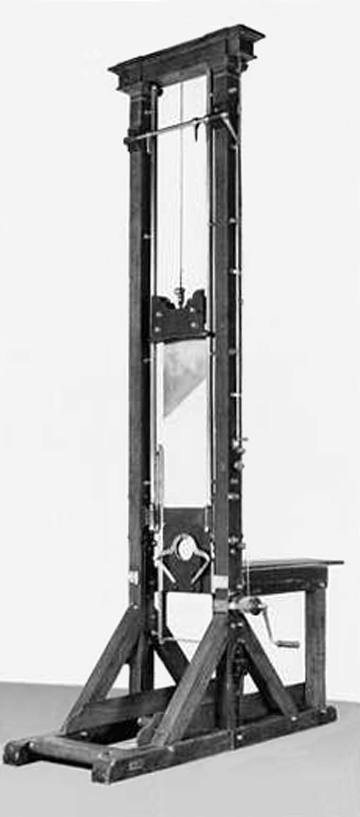
La guillotine du Canton de Lucerne fut utilisée pour toutes les exécutions civiles en Suisse entre 1879 et 1940.

Considérées comme particulièrement cruelles en Occident au moment où émergent des courants de pensées comme l'humanisme puis les Lumières, ces méthodes sont aujourd'hui réputées disparues. Certaines induisaient la notion de « supplice capital », c'est-à-dire d'une phase de tortures, de façon à retarder le décès en prolongeant la souffrance.
Liste par ordre alphabétique :
- méthodes diverses utilisant des animaux :
  - le culleus ;
  - l'écartèlement par des chevaux ;
  - l'écrasement par un éléphant ;
  - l'exposition aux animaux rendus féroces — dont la damnatio ad bestias ;
  - les morsures de serpent ;
  - le tapis : chez les Mongols, cette méthode d'exécution était réservée aux nobles (membres des familles royales, issus de la lignée de Genghis Khan) qui étaient intouchables par des humains. Subir le tapis était donc en quelque sorte une marque d'honneur. Le condamné était allongé sur le sol, un tapis sur lui, et l'on faisait courir des chevaux par troupeaux sur celui-ci.
- la cage à marée qui est une forme de noyade ;
- le crucifiement ;
- la décapitation à l'épée, à la hache ou par le biais d'une machine comme le tranche-tête et la guillotine[2] ;
- le découpage à la hache, consiste à sectionner les membres d'un sujet vivant ;
- le dépeçage vivant, pratiqué surtout en Chine sous le nom de lingchi jusqu'au début du XXe siècle ;
- l'ébouillantage à l'eau, à l'huile, etc. ;
- l'écrasement dont la peine forte et dure ;
- l'écorchement, comme infligé à Sisamnès par Cambyse II ;
- l'égorgement (section des carotides au couteau) ;
- l'emmurement dans une chambre hermétiquement close (privation d'air, de nourriture et de boisson) ;
- l'empalement ;
- l'empoisonnement, par exemple à la sève d'upas à Java[3] ;
- l'enterrement vivant ;
- [condamné à être] étranglé, traîné et équarri pour haute-trahison envers la personne du roi en Angleterre ;
- l'éventration ou éviscération ;
- le feu, soit sur un bûcher, soit sur un gril, soit enfermé dans un four ;
- la flagellation, pouvait être mortelle à partir du 40e coup, lorsqu'elle était appliquée à l'aide du knout en Russie tsariste ;
- le fracassement du crâne, qui fut utilisé par les indiens d'Amazonie, les Noirs d'Afrique équatoriale et les Polynésiens ;
- la lapidation (toujours pratiquée) ;
- la noyade, utilisée par exemple pour des exécutions collectives pendant la Révolution française — (voir : Noyades de Nantes) ;
- la pendaison en ses formes archaïques comme le gibet, les fourches patibulaires ;
- la précipitation à partir d'une élévation — (voir : la roche Tarpéienne à Rome) ;
- le scaphisme ;
- le sciage, soit longitudinal en commençant par l'aine, soit transversal.
- la strangulation dont le lacet étrangleur ou « garrot » ;
- le suicide forcé — par coup d'épée tel Cicéron, défenestration, noyade, ouverture des veines tel Sénèque, pendaison, poison tel Socrate, etc. ;
- la roue ;
- le taureau d'airain ;
- le versement d'un métal en fusion comme le plomb.

Méthodes réputées légendaires :
- l'aigle de sang ;
- la vierge de fer.

## Méthodes actuelles

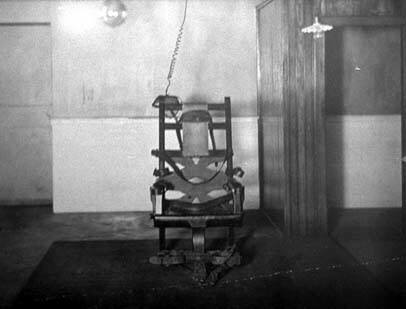
La première chaise électrique, qui a été utilisée pour exécuter William Kemmler en 1890.

La plupart des méthodes d'exécution citées plus haut ne sont plus utilisées. Les méthodes d'exécution modernes sont aujourd'hui au nombre de huit (neuf si on considère deux manières différentes de pratiquer la pendaison) :
- la chambre à gaz, c'est-à-dire l'empoisonnement par gaz létal en lieu confiné : inventée aux États-Unis où elle est encore pratiquée à la demande du condamné ; utilisée par les nazis (par le biais du Zyklon B et des gaz d'échappement), elle est en voie de disparition ;
- le crucifiement en vigueur au Soudan, en Arabie saoudite et au Yémen[4],[5] ;
- la décapitation au sabre (en Arabie saoudite) ;
- l'électrocution sur une chaise électrique subsiste aux États-Unis dans les États de l'Alabama, de Caroline du Sud, de Tennessee et de Virginie où le prisonnier a le choix entre cette méthode d'exécution et l'injection létale[6]. La Cour suprême du Nebraska a officiellement aboli l'usage de la chaise électrique le 8 février 2008[6]. Il était le dernier État américain à imposer cette méthode aux condamnés à mort. Depuis la fin du moratoire sur la peine de mort aux États-Unis en 1976, le Nebraska a exécuté trois prisonniers par ce moyen[6]. Selon la Cour, cette méthode est contraire au VIIIe amendement de la constitution américaine qui interdit l’usage de traitement cruel et inhabituel (« cruel and unusual punishment ») ;
- la fusillade : 
  - par un peloton d'exécution, qui est le mode d'exécution le plus répandu (en 2001, 73 pays l'utilisaient, notamment pour des crimes militaires ou contre la sûreté de l'État, tels que la trahison ou en temps de guerre) ;
  - par le tir d'une balle dans la nuque du condamné (en Chine ou en Biélorussie) ;
- l'injection létale : principale méthode d'exécution de la peine de mort aux États-Unis. En 2007, sur quarante-deux exécutions pratiquées dans ce pays, quarante et une l'ont été par injection létale[7] ; elle se répand également en Chine, le pays qui exécute le plus de prisonniers, des milliers de personnes la subiraient dans ce pays chaque année[8] ;
- la lapidation (notamment en Arabie saoudite et Iran) ;
- la pendaison avec chute (Japon, Irak, Inde, Singapour et dans l'État américain de Washington) et la pendaison sans chute (Iran). En pratique, la pendaison est abandonnée aux États-Unis, sa dernière utilisation datant de 1996 (Delaware)[9]. La pendaison avec chute se fait au moyen d'une trappe et d'une corde à taille calculée, permettant une mort très rapide par rupture des vertèbres cervicales. Elle a été mise au point pour réduire les souffrances du condamné, qui endure un terrible supplice lors d'une pendaison sans chute. La pendaison et l'arme à feu sont les deux méthodes les plus répandues dans les textes de loi.

En 2001, on comptait 75 pays qui prévoyaient l'arme à feu et 58 la pendaison. Certaines de ces méthodes sont conçues pour minimiser les souffrances du condamné (fusillade, décapitation, injection létale, pendaison avec chute), d'autres retardent le décès (lapidation, pendaison sans chute).

### Inhalation d'azote: une nouvelle méthode en 2024
Certains auteurs[Lesquels ?] ont proposé une nouvelle méthode d'exécution qui selon eux serait complètement indolore. L'air que nous respirons est composé environ à 78 % d'azote (nitrogen en anglais) et à 21 % d'oxygène. L'oxygène est le seul gaz nécessaire à l'organisme, nous inhalons constamment une grande quantité d'azote sans difficulté et bien que ce gaz soit absolument inutile à la vie humaine, d'où vient d'ailleurs son étymologie française : a- (privatif) et du radical grec ζωτ-, zote « vivant » et signifie donc « privé de vie ». La proposition consiste à faire inhaler au condamné un air concentré à 100 % en azote, celui-ci sombrerait dans l'inconscience sans douleur en moins d'une minute et son cœur cesserait de battre au bout de plusieurs minutes. Cette méthode est parfois utilisée pour euthanasier certains animaux, mais n'a jamais été utilisée pour exécuter un condamné à mort.
L'État américain d'Oklahoma a voté une loi en 2016 autorisant cette méthode lorsque l'injection létale est impraticable, mais a abandonné ce projet en 2020, n'étant pas parvenu à le mettre en œuvre en pratique. 
La première exécution de ce type eut lieu le 25 janvier 2024 en Alabama pour Kenneth Eugene Smith.

### Les exécutions sommaires
Ces pratiques actuelles regardent des décisions prises de façon totalement arbitraire, et sont considérées, au sens générique, comme des formes de lynchage, quand l'État de droit et le respect de la personne sont niés :
- la défenestration ;
- l'égorgement ;
- l'explosif, déclenché sur le supplicié, a été appliqué par le régime de Saddam Hussein, contre des opposants[12].
- le lynchage ;
- le poison ;
- le supplice du pneu dans certains pays d'Afrique et en Haïti.